# 累積債務問題
累積債務問題（るいせきさいむもんだい）とは、ブラジル・メキシコ・フィリピンなどの中所得国が1980年代に、世界的な景気停滞と商品価格低下に加えてアメリカの高金利政策などの影響を受けて、増加した金利負担で対外債務の返済が困難となった問題のこと。
これらの国々は1970年代後半には、一次産品の高価格化と豊富な産油国の資金を背景に、先進国から大規模な借り入れを行い、工業化により、高い経済成長率を示していた。
しかし、1970年代末からアメリカでインフレ退治を目的にした金融政策で金利が異常に高まったため、諸国が輸出対価で利払いを行うという構図を破綻させた。これは、アメリカ自身が資本輸入国となり、諸国の成長パターンとの競合が発生したことが根本的な要因である。
累積債務問題が深刻化してからは、債務の削減、債務返済の繰り延べ（リスケジューリング）、債務国への新規貸付などの救済策がとられて危機は一応回避されたが、アフリカや中南米諸国を中心に債務返済に苦しんでいる国は多い。